# Discovery (pomme)
Pour les articles homonymes, voir Discovery.

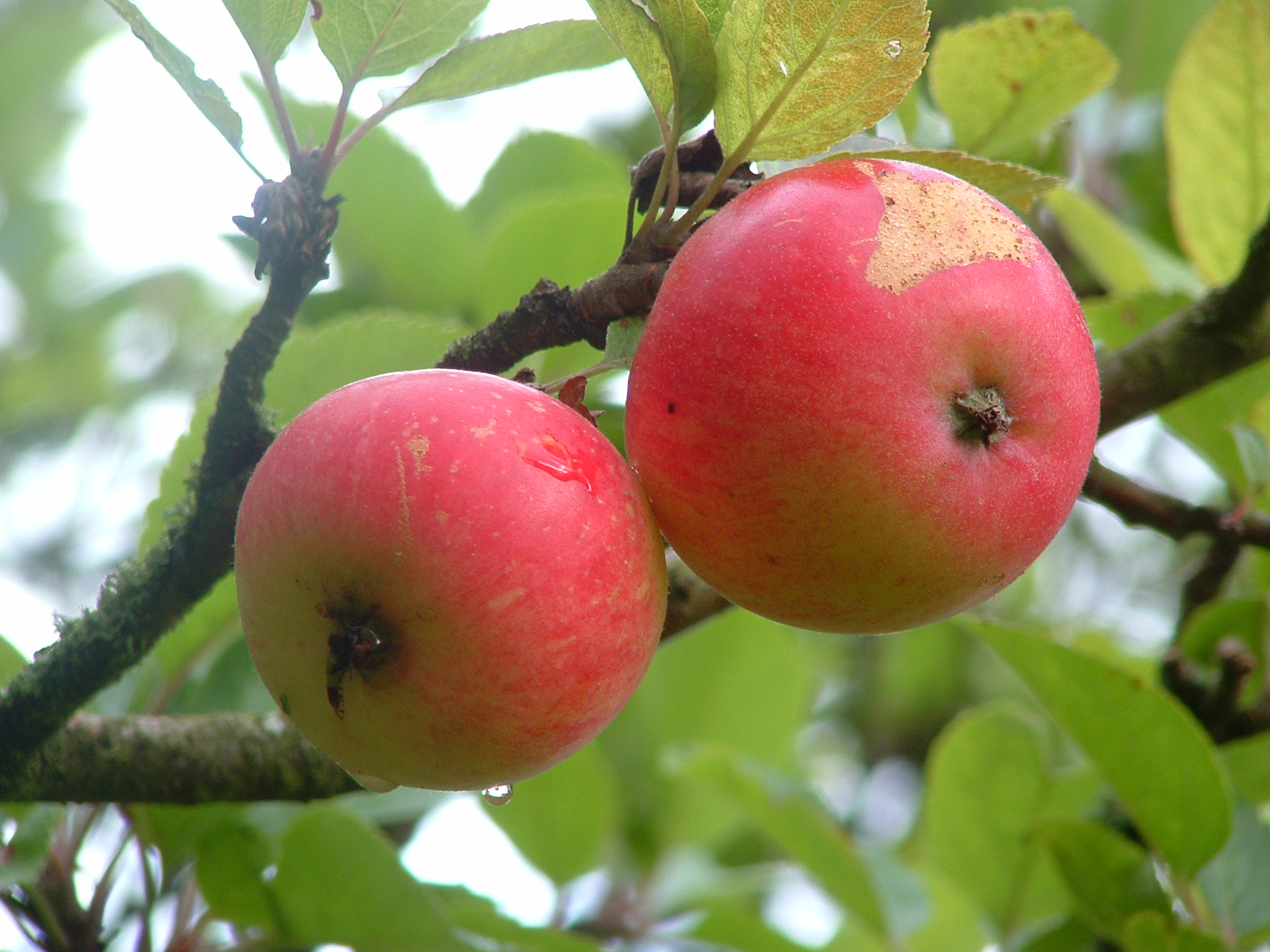
Pommes Discovery.

Discovery est un cultivar de pommier domestique.

## Origine
Cultivar obtenu dans l'Essex (Angleterre) vers 1949, distribué en 1964.

## Parenté
Cultivar issu de Worcester Pearmain × Beauty of Bath.
Descendants:
- Red Devil

Mutants:
- Rosette

## Pollinisation
Groupe de floraison: D.
Date de floraison: 1 jour avant la Golden Delicious.
S-génotype : S10S24.

## Culture
Maturité : en août, c'est une variété précoce.
Sa faible durée de conservation nécessite une production sur son lieu de consommation, votre petit jardin familial. Vous la croquerez donc souvent les premiers beaux jours au jardin même.
Pour obtenir des arbres de moins de 2,50 m appropriés aux petits jardins familiaux, on utilise un porte-greffe de type M9.